# كي اوغورا
كي اوغورا (باليابانية: 小椋佳؛ بالكانا: おぐら けい) هو مغن مؤلف وملحن وشاعر ياباني، ولد في 18 يناير 1944 في أوينو في اليابان.

## وصلات خارجية
- الموقع الرسمي
- كي اوغورا على موقع IMDb (الإنجليزية)
- كي اوغورا على موقع ميوزك برينز (الإنجليزية)
- كي اوغورا على موقع أول ميوزيك (الإنجليزية)
- كي اوغورا على موقع ديسكوغز (الإنجليزية)
- كي اوغورا على موقع قاعدة بيانات الفيلم (الإنجليزية)